# Zamciîsko, Dubno
Zamciîsko (în ucraineană Замчисько) este un sat în comuna Ptîcea din raionul Dubno, regiunea Rivne, Ucraina.

## Demografie
Componența lingvistică a localității Zamciîsko
     Ucraineană (96,83%)
     Rusă (3,17%)
Conform recensământului din 2001, majoritatea populației localității Zamciîsko era vorbitoare de ucraineană (96,83%), existând în minoritate și vorbitori de rusă (3,17%).